# 杨玏
杨玏（1987年3月2日—），中國男演員。2008年畢業於美国杜克大学戏剧系，是演员杨立新的儿子，曾担任《唐山大地震》《非诚勿扰2》两部电影的副导演，因在电视剧《小丈夫》而广为人知，后又在热播偶像剧《何以笙箫默》中担任主要角色而走红。2019年在電影「封神三部曲」中飾演西伯侯姬昌之子伯邑考，2023年7月《封神第一部：朝歌風雲》上映後得到廣泛关注及好评。

## 影视作品

### 电视剧
| 首播年份 | 剧名                   | 角色    | 备注         |
| 2009年   | 《历史的进程》         | 祁春牧  |              |
| 2013年   | 《我们的生活比蜜甜》   | 李晓波  |              |
| 2014年   | 《大丈夫》             | 赵康    |              |
| 2014年   | 《匆匆那年》           | 陈寻    | 网络剧       |
| 2014年   | 《极品女士第三季》     | 理发师B | 网络剧       |
| 2015年   | 《何以笙箫默》         | 路远风  |              |
| 2015年   | 《锦绣缘华丽冒险》     | 石浩    |              |
| 2015年   | 《如果沒有》           | 荊軻    | 网络剧       |
| 2016年   | 《武神赵子龙》         | 诸葛亮  |              |
| 2016年   | 《小丈夫》             | 陆小贝  |              |
| 2016年   | 《致青春》             | 陈孝正  |              |
| 2016年   | 《一起长大》           | 李嘉豪  |              |
| 2017年   | 《被催眠的催眠师》     | 孔目    | 网络剧       |
| 2018年   | 《高兴遇见你》         | 姜尚武  |              |
| 2019年   | 《带着爸爸去留学》     | 孙卓非  |              |
| 2019年   | 《九州缥缈录》         | 呂鷹揚  |              |
| 2019年   | 《桔子街的断货男》     | 李二火  |              |
| 2019年   | 《热爱》               | 尚晋    |              |
| 2020年   | 《清平乐》             | 韓琦    |              |
| 2020年   | 《三十而已》           | 陈屿    |              |
| 2020年   | 《黑色灯塔》           | 李旭尧  |              |
| 2020年   | 《流金岁月》           | 章安仁  |              |
| 2021年   | 《你的名字我的姓氏》   | 项语秋  | 2016年拍摄   |
| 2022年   | 《假日暖洋洋2》        | 廖然    |              |
| 2022年   | 《我们这十年》         | 童嘉男  | 單元《坚持》 |
| 2023年   | 《纵有疾风起》         | 祝燃    |              |
| 2024年   | 《欢乐英雄之少侠外传》 | 林太平  | 2018年拍摄   |
| 2024年   | 《不可告人》           | 陈家栋  | 網絡劇       |
| 2024年   | 《上有老下有小》       | 吕翔    |              |
| 2024年   | 《春风化雨》           | 丛俊生  |              |
| 待播     | 《传承》               | 李道    | 2013年拍摄   |
| 待播     | 《别对爱撒谎》         | 马跃    | 2014年拍摄   |
| 待播     | 《非常营救》           |         | 2017年拍摄   |
| 待播     | 《球状闪电》           |         |              |
| 待播     | 《足迹》               |         |              |
| 待播     | 《人之初》             | 杨文远  |              |
| 待播     | 《即刻上场》           |         |              |

### 电影
| 上映年份       | 电影名               | 角色         | 备注           |
| 2010年7月22日  | 《唐山大地震》       | 杨志同学     | 客串兼副导演   |
| 2010年12月22日 | 《非诚勿扰》         | 酒店门童     | 客串，兼副导演 |
| 2018年         | 《超时空同居》       |              | 客串           |
| 2018年         | 《来电狂响》         | 白雪娇前男友 | 客串           |
| 2019年         | 《拿磨一等》         | 肖声         |                |
| 2021年         | 《以年为单位的恋爱》 | 江宇         |                |
| 2023年         | 《封神第一部》       | 伯邑考       |                |

### 话剧
- 2007年 话剧《15分钟哈姆雷特》《佛与姑娘》
- 2010年 话剧《资本论》

### 歌曲
- 2014年《一路》 （網絡劇《匆匆那年》插曲）
- 2014年《我希望》 （網絡劇《匆匆那年》插曲）

## 獎項
- 2014年 國劇盛典 - 观众喜爱新人男演员《大丈夫》
- 2015年 第17届华鼎奖 - 中国百强电视剧最佳新锐《大丈夫》[7]
- 2019年 国剧盛典 - 青春演绎风格男演员[8]
- 2021年 电视剧品质盛典 - 品质新锐剧星《三十而已》[9]